# كييف
كِييف (بالأوكرانية: Київ)، (الروسية: Киев) هي عاصمة أوكرانيا وأكبر مدنها، وتقع في شمال وسط البلاد على نهر الدنيبر. بلغ عدد سكان المدينة 2،952،301 نسمة اعتباراً من 1 يناير 2022. مما يجعل كييف سابع أكثر مدينة اكتظاظًا بالسكان في أوروبا.
تُعتَبر كييف مركزاً صناعيّاً وتعليميّاً وثقافيّاً مُهمّاً في أوروبا الشرقية، فهي موطن للصناعات التكنولوجية الفائقة والعديد من مؤسسات التعليم العالي، كما أنها موقع للعديد من المناطق الأثرية المشهورة. وتمتلك المدينة بنية تحتية واسعة النطاق ونظاماً متطوّراً للنقل العام، بما في ذلك مترو كييف.
يُقال أن اسم كييف اشتق من اسم «كي»، وهو واحد من المؤسسين الأربعة الأسطوريين للمدينة. تعد مدينة كييف واحدة من أقدم المدن في أوروبا الشرقية، ومرَّت بعدة فترات اكتسبت فيها مجداً كبيراً أو انحطت انحطاطاً بالغاً. وربما كانت المدينة مركزًا تجاريًّا قبل القرن الخامس الميلادي، حتى استولى عليها الإفرنج (الفايكنج) في منتصف القرن التاسع. وقد أصبحت المدينة في عهد الإفرنج عاصمة للروس، وأول دولة للسلاف الشرقيين. تعرَّضت المدينة لتدمير كامل أثناء الغزو المغولي في عام 1240، وفقدت معظم نفوذها في القرون التالية.
ازدهرت كييف مرة أخرى أثناء الثورة الصناعية في الإمبراطورية الروسية في أواخر القرن التاسع عشر، ثم أصبحت في عام 1917 - بعد استقلال الجمهورية الأوكرانية الشعبية عن الإمبراطورية الروسية - عاصمة للجمهورية الجديد. ومنذ عام 1921 أصبحت كييف مدينة مهمة في جمهورية أوكرانيا السوفيتية الاشتراكية وأصبحت عاصمة لها عام 1934. عانت المدينة خلال الحرب العالمية الثانية مرة أخرى أضراراً كبيرة، لكنها تعافت بسرعة في السنوات اللاحقة للحرب، وقد كانت آنذاك ثالث أكبر مدينة في الاتحاد السوفيتي. بقت كييف عاصمة أوكرانيا بعد انهيار الاتحاد السوفيتي واستقلال أوكرانيا عام 1991.

## التاريخ

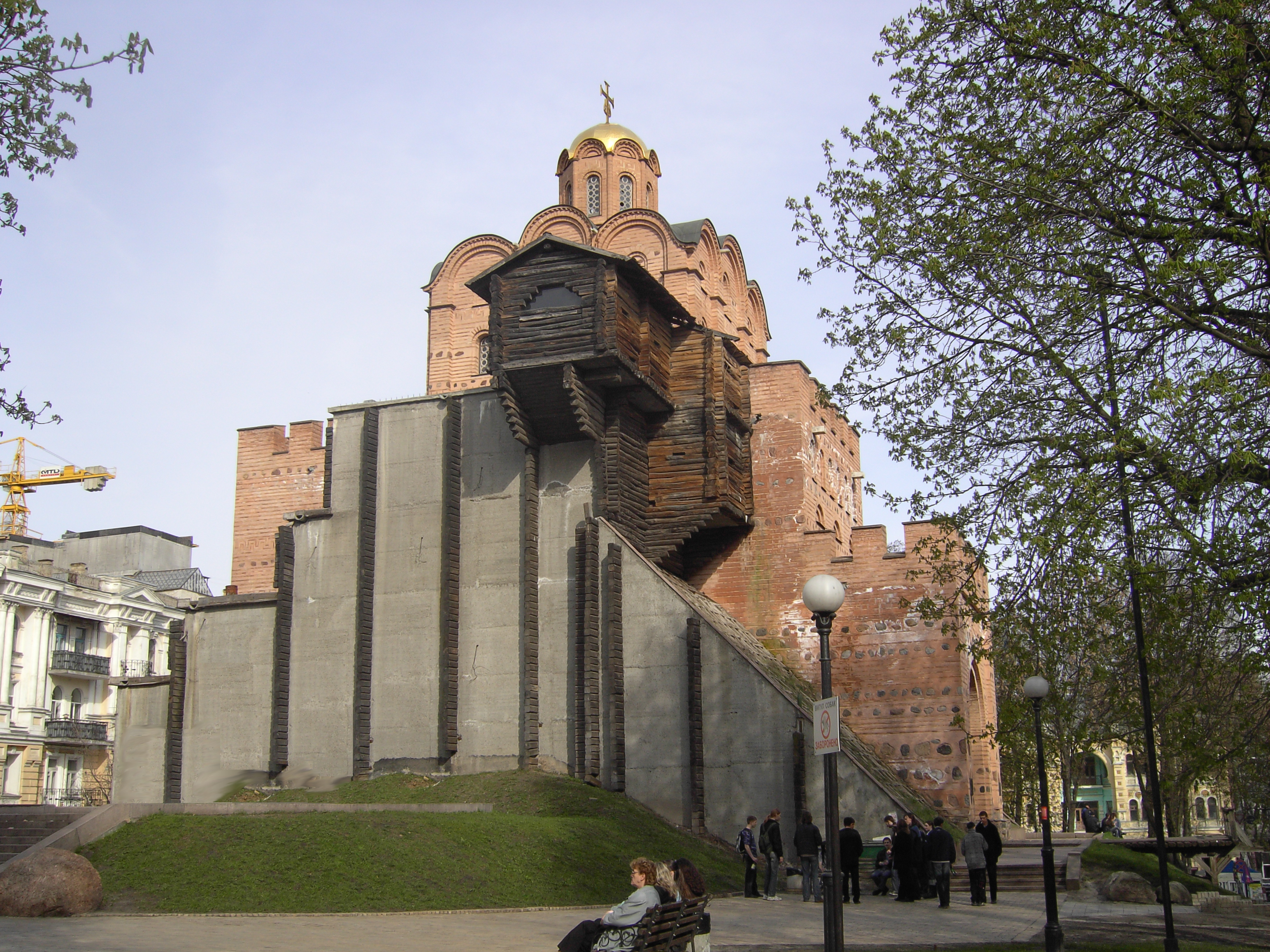
البوابة الذهبية.

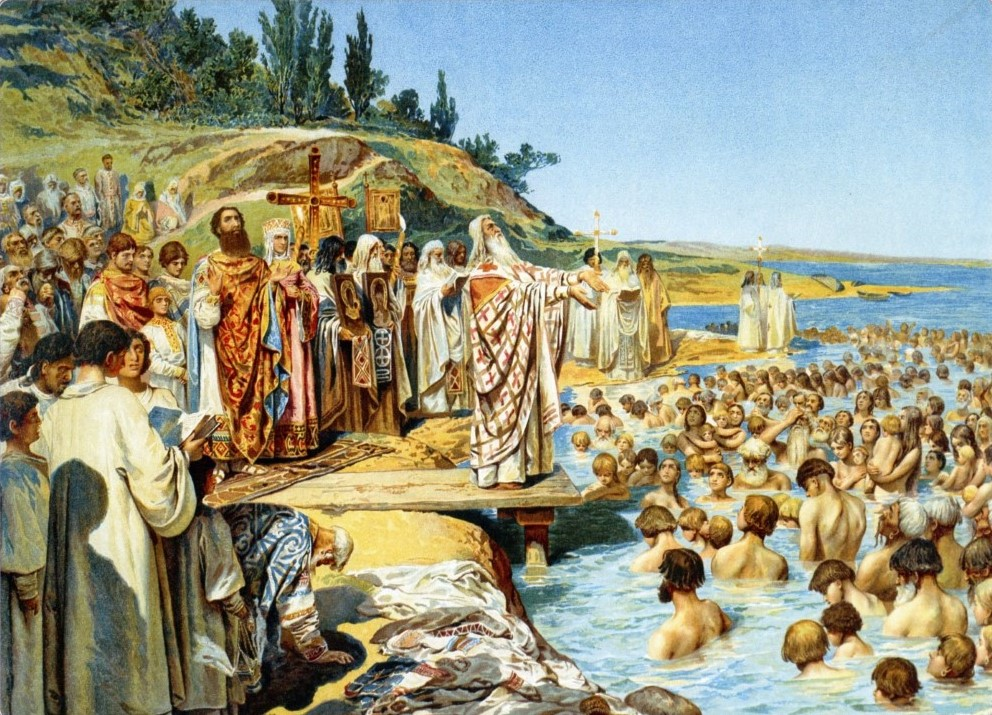
لوحة "معمودية كيفانس" للرسام كلافدي ليبيديف.

كييف هي واحدة من أقدم المدن في أوروبا الشرقية، ولعبت دورًا محوريًا في تطوير حضارة السلاف الشرقيين في القرون الوسطى، وكذلك في أوكرانيا الحديثة.
ويُعتقد أن كييف تأسست في أواخر القرن التاسع الميلادي (وقد أشار بعض المؤرخين بشكل خاطئ على أنها تأسست عام 482). لا تسهب الأساطير كثيراً في الحديث عن أصل المدينة، لكن تقول واحدة من هذه الأساطير أن مؤسسّيها بالأصل كانوا عائلة تتألف من «كي الكبير» - الذي كان زعيم قبيلة سلافية - وإخواته «سشيك» و«كوريف» وشقيقتهم «ليبيد»، الذين أسسوا المدينة خلال حقبة «التاريخ الأولي» (تاريخ كييف روس في فترة أعوام 850 إلى 1110 م). وتعني «كييف» وفقًا لهذا الاسم «الانتماء إلى كيي». يدَّعي البعض العثور على إشارة للمدينة في أعمال بطليموس باسم «ميتروبوليتي» (خلال القرن الثاني الميلادي).
كانت كييف تابعة سياسياً لإمبراطورية الخزر خلال القرنين الثامن والتاسع. ثمَّ انتقلت إلى حكم طبقة نبلاء الإفرنج في أواخر القرن التاسع أو بداية القرن العاشر وأصبحت نواة «نظام الحكم الروسي»، التي أصبحَ يُشار إلى عصرها الذهبيّ (الذي كان خلال القرن الحادي عشر وبداية القرن الثاني عشر) ابتداءً من القرن التاسع عشر بـ«كييف روس». قامَ البيتشينجيون في عام 968 بمهاجمة ومحاصرة المدينة، كما أن الأمير «روريك روستيسلافيك» وحلفائه من الكيبتشاك احتلُّوها وأحرقوها في عام 1203. قام الأمراء الروس بمحاصرة المدينة في عام 1230 وتدميرها عدة مرات، ثم تعرَّضت في عام 1240 للغزو المغولي بقياة باتو خان، ودُمِّرت المدينة بالكامل، وهو حدث كان له تأثير كبيرٌ على مستقبل المدينة والحضارة السلافية الشرقية. اشتُهرت كييف في وقت تدمير المغول لها كواحدة من أكبر المدن في العالم، إذ بلغ عدد سكانها أكثر من مائة ألف نسمة.
في بداية أعوام 1320، بقيادة غيديمين قام جيش ليتوانيا بهزم جيش سلافي بقيادة «ستانيسلاف من كييف» في معركة نهر يربين، وأستولى على المدينة. في عام 1569 (اتحاد لوبلان)، عندما تأسس الكومنولث البولندي الليتواني، وتم نقل الأراضي الليتوانية في كييف وبودوليا وفولينيا وبودلاخيا من دوقة ليتوانيا الكبرى إلى ولي العهد في مملكة بولندا، وأصبحت كييف عاصمة ل«كييف فويفود». في 1658 (معاهدة هادياك)، وكان من المفترض أن تصبح كييف عاصمة للكومنولث البولندي الليتواني الروثينية، لكن لم يتم المصادقة على المعاهدة لهذا الحد.

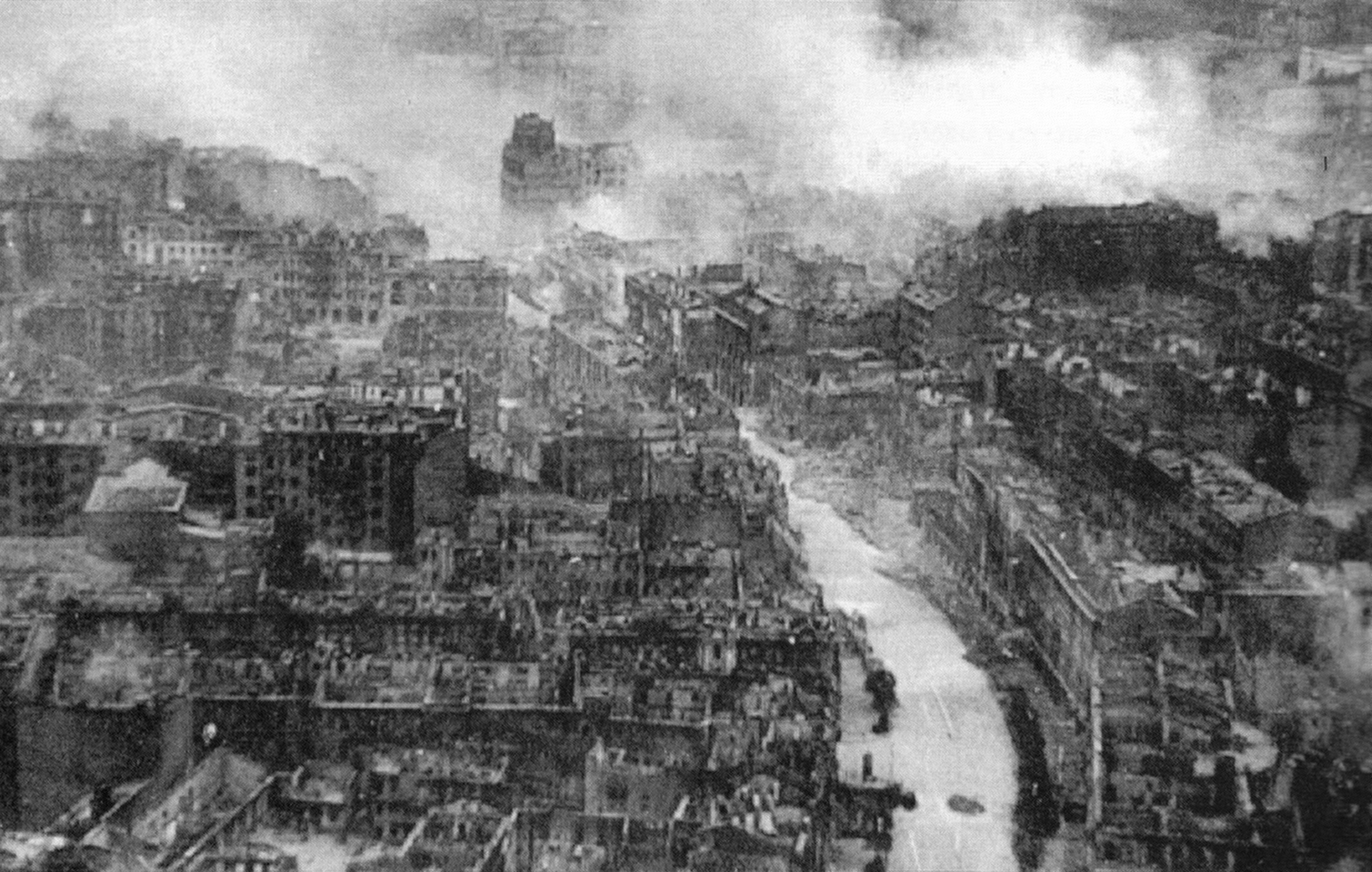
بقايا مدينة كييف، أثناء الحرب العالمية الثانية.

في عام 1834، تم تأسيس جامعة القديس فلاديمير. اسمها الحالي هو جامعة تاراس شيفتشينكو الوطنية في كييف التي تحمل اسم الشاعر تاراس شيفتشينكو. وكان شيفتشينكو باحث ميداني ومحرر لقسم الجغرافيا.
ازدهرت كييف خلال الثورة الصناعية في الإمبراطورية الروسية أواخر القرن التاسع عشر، عندما أصبحت كييف ثالث أهم مدينة في الإمبراطورية الروسية ومركز تجاري مهم في الجنوب الغربي في الإمبراطورية. في أعقاب الثورة الروسية عام 1917، أصبحت كييف عاصمة لعدة ولايات أوكرانية التي لم تدم طويلًا ومرت في العديد من الحروب مثل الحرب العالمية الأولى والحرب الأهلية الروسية والحرب البولندية السوفيتية.
في عام 1934 أصبحت كييف عاصمة أوكرانيا السوفيتية. ازدهرت المدينة مرة أخرى خلال الصناعة السوفيتية كما ازداد عدد سكانها بسرعة وأنشئت العديد من الشركات الصناعية العملاقة وما زال بعضها موجود حتى الآن.
في الحرب العالمية الثانية، عانت المدينة مرة أخرى أضرار كبيرة واحتلت من قبل ألمانيا النازية من 19 سبتمبر 1941 إلى 6 نوفمبر 1943. وقتل أو إسر أكثر من 600,000 جندي سوفياتي في معركة كييف (1941).معظمهم لم يعودوا على قيد الحياة.
تعافت كييف بسرعة في السنوات ما بعد الحرب، وأصبحت مرة أخرى ثالث أهم مدينة في الاتحاد السوفيتي. ووقعت الحادث الكارثي في محطة تشيرنوبيل النووية فقط على بعد 100 كم (62 ميل) شمال مدينة كييف. ومع ذلك، هبت الرياح السائدة شمالًا معظم الحطام المشع بعيدًا عن المدينة.
وبعد انهيار الاتحاد السوفيتي وتم إعلان استقلال أوكرانيا في المدينة من قبل البرلمان الأوكراني في 24 أغسطس 1991. وأصبحت كييف عاصمة أوكرانيا المستقلة.
مدينة كييف كانت ولا تزال مركزا للعالم المسيحي الأرثوذكسي في أوروبا الشرقية، حيث توجد الكاتدرائية المسيحية الأولى في منطقة «بيتشيرسكايا لافرا» و«كاتدرائية صوفيا» المزينة بموزاييك ورسومات يعود تاريخها للقرن الحادي عشر. كما يوجد في المدينة العديد من المتاحف والمسارح.

## الجغرافيا

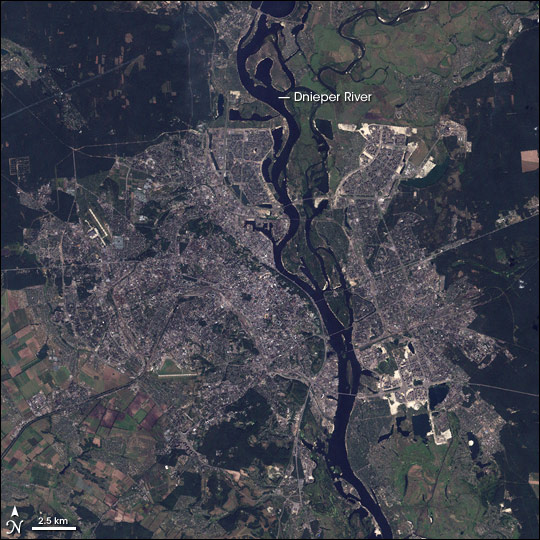
صورة لمدينة كييف من القمر الصناعي ويظهر نهر دنيبر.

تبلغ مساحة كييف حوالي 839 كيلو مترا مربعا وارتفاعها حوالي 179 متر (587 قدم) فوق مستوى سطح البحر. وجغرافيًا، تنتمي كييف إلى منطقة إيكولوجية Polesia (جزء من الغابات المختلطة الأوروبية). ومع ذلك، فإن المناظر الطبيعية في المدينة تميزها عن المناطق المحيطة بها.
تقع كييف على جانبي نهر دنيبر، الذي يتدفق جنوبًا عبر المدينة باتجاه البحر الأسود. أما الضفة اليمنى القديمة (الغربية) وهي جزء من المدينة يظهر فيها العديد من التلال الحرجية والوديان والأنهار الصغيرة. توسعت كييف إلى الضفة اليسرى لنهر دنبير من الأراضي المنخفضة (شرق)، فقط في القرن 20. لقد وضع الرمل على الضفة اليسرى لنهر دنبير بشكل صناعي لحمايتها من تأثير السدود.
نهر دنيبر يشكل نظام متفرع من الروافد والجزر والموانئ داخل حدود المدينة. المدينة ملتصقة مع مصب نهر ديسنا وخزانات كييف في الشمال وخزان كانيف في الجنوب. يمكن تطبيق الملاحة في الدنبير ونهر ديسنا في كييف، على الرغم من تأمين إغلاق خزان النقل البحري وذلك بسبب التجمد في فصل الشتاء.
في المجموع، هناك 448 مجسماً من المياه المفتوحة ضمن حدود كييف، والتي تشمل نهر دنيبر وخزاناتها والعديد من الأنهار الصغيرة وعشرات من البحيرات والبرك الاصطناعية. يغطون مساحة تبلغ 7,949 هكتار. بالإضافة إلى، تباهي المدينة ب 16 من الشواطئ الحديثة (140 هكتار) و35 بالقرب من مناطق المياه الترفهية (التي تغطي أكثر من 1,000 هكتار). وتستخدم كثيرًا من أجل المتعة والترفيه، على الرغم من أن بعضها ليست مناسبة للسباحة.

### المناخ
تمتاز مدينة كييف بمناخ قاري رطب. الأشهر الأكثر دفئًا هي يونيو ويوليو وأغسطس، مع متوسط درجات الحرارة من 13,8 إلى 24,8 درجة مئوية (57-77 درجة فهرنهايت). الأشهر الأكثر برودة هي ديسمبر ويناير وفبراير، مع متوسط درجات الحرارة من -4.6 إلى -1.1 درجة مئوية (24 إلى 30 درجة فهرنهايت). أعلى حرارة سجلت على الإطلاق في المدينة كانت 39,4 درجة مئوية (102.9 درجة فهرنهايت) في 31 يوليو 1936. أما أبرد درجة حرارة سجلت في المدينة كانت -32.2 درجة مئوية (-26.0 درجة فهرنهايت) في 7 و9 فبراير 1929. تسقط الثلوج عادة في منتصف شهر نوفمبر وحتى نهاية مارس، تستمر الفترة الخالية من الصقيع ما يقارب 180 يومًا في المتوسط، ولكن تجاوزت 200 يومًا في السنوات الأخيرة.

### بيانات المناخ
| البيانات المناخية لـكييف (1991–2020، درجات الحرارة القصوى من 1881 حتى الآن)                                                   | البيانات المناخية لـكييف (1991–2020، درجات الحرارة القصوى من 1881 حتى الآن) | البيانات المناخية لـكييف (1991–2020، درجات الحرارة القصوى من 1881 حتى الآن) | البيانات المناخية لـكييف (1991–2020، درجات الحرارة القصوى من 1881 حتى الآن) | البيانات المناخية لـكييف (1991–2020، درجات الحرارة القصوى من 1881 حتى الآن) | البيانات المناخية لـكييف (1991–2020، درجات الحرارة القصوى من 1881 حتى الآن) | البيانات المناخية لـكييف (1991–2020، درجات الحرارة القصوى من 1881 حتى الآن) | البيانات المناخية لـكييف (1991–2020، درجات الحرارة القصوى من 1881 حتى الآن) | البيانات المناخية لـكييف (1991–2020، درجات الحرارة القصوى من 1881 حتى الآن) | البيانات المناخية لـكييف (1991–2020، درجات الحرارة القصوى من 1881 حتى الآن) | البيانات المناخية لـكييف (1991–2020، درجات الحرارة القصوى من 1881 حتى الآن) | البيانات المناخية لـكييف (1991–2020، درجات الحرارة القصوى من 1881 حتى الآن) | البيانات المناخية لـكييف (1991–2020، درجات الحرارة القصوى من 1881 حتى الآن) | البيانات المناخية لـكييف (1991–2020، درجات الحرارة القصوى من 1881 حتى الآن) |
| الشهر | يناير                                                                       | فبراير                                                                      | مارس                                                                        | أبريل                                                                       | مايو                                                                        | يونيو                                                                       | يوليو                                                                       | أغسطس                                                                       | سبتمبر                                                                      | أكتوبر                                                                      | نوفمبر                                                                      | ديسمبر                                                                      | المعدل السنوي                                                               |
| --- | --------------------------------------------------------------------------- | --------------------------------------------------------------------------- | --------------------------------------------------------------------------- | --------------------------------------------------------------------------- | --------------------------------------------------------------------------- | --------------------------------------------------------------------------- | --------------------------------------------------------------------------- | --------------------------------------------------------------------------- | --------------------------------------------------------------------------- | --------------------------------------------------------------------------- | --------------------------------------------------------------------------- | --------------------------------------------------------------------------- | --------------------------------------------------------------------------- |
| الدرجة القصوى °م (°ف) | 13.2 (55.8)                                                                 | 17.3 (63.1)                                                                 | 25.3 (77.5)                                                                 | 30.2 (86.4)                                                                 | 33.6 (92.5)                                                                 | 35.5 (95.9)                                                                 | 39.4 (102.9)                                                                | 39.3 (102.7)                                                                | 35.7 (96.3)                                                                 | 27.9 (82.2)                                                                 | 23.2 (73.8)                                                                 | 15.2 (59.4)                                                                 | 39.4 (102.9)                                                                |
| متوسط درجة الحرارة الكبرى °م (°ف)                                                                                             | −0.8 (30.6)                                                                 | 0.7 (33.3)                                                                  | 6.5 (43.7)                                                                  | 15.0 (59.0)                                                                 | 21.1 (70.0)                                                                 | 24.6 (76.3)                                                                 | 26.5 (79.7)                                                                 | 25.9 (78.6)                                                                 | 20.0 (68.0)                                                                 | 12.9 (55.2)                                                                 | 5.3 (41.5)                                                                  | 0.5 (32.9)                                                                  | 13.2 (55.8)                                                                 |
| المتوسط اليومي °م (°ف) | −3.2 (26.2)                                                                 | −2.3 (27.9)                                                                 | 2.5 (36.5)                                                                  | 10.0 (50.0)                                                                 | 15.8 (60.4)                                                                 | 19.5 (67.1)                                                                 | 21.3 (70.3)                                                                 | 20.5 (68.9)                                                                 | 14.9 (58.8)                                                                 | 8.6 (47.5)                                                                  | 2.6 (36.7)                                                                  | −1.8 (28.8)                                                                 | 9.0 (48.2)                                                                  |
| متوسط درجة الحرارة الصغرى °م (°ف)                                                                                             | −5.5 (22.1)                                                                 | −5.0 (23.0)                                                                 | −0.8 (30.6)                                                                 | 5.7 (42.3)                                                                  | 10.9 (51.6)                                                                 | 14.8 (58.6)                                                                 | 16.7 (62.1)                                                                 | 15.7 (60.3)                                                                 | 10.6 (51.1)                                                                 | 5.1 (41.2)                                                                  | 0.4 (32.7)                                                                  | −3.9 (25.0)                                                                 | 5.4 (41.7)                                                                  |
| أدنى درجة حرارة °م (°ف) | −31.1 (−24.0)                                                               | −32.2 (−26.0)                                                               | −24.9 (−12.8)                                                               | −10.4 (13.3)                                                                | −2.4 (27.7)                                                                 | 2.5 (36.5)                                                                  | 5.8 (42.4)                                                                  | 3.3 (37.9)                                                                  | −2.9 (26.8)                                                                 | −17.8 (0.0)                                                                 | −21.9 (−7.4)                                                                | −30.0 (−22.0)                                                               | −32.2 (−26.0)                                                               |
| الهطول مم (إنش) | 38 (1.5)                                                                    | 40 (1.6)                                                                    | 40 (1.6)                                                                    | 42 (1.7)                                                                    | 65 (2.6)                                                                    | 73 (2.9)                                                                    | 68 (2.7)                                                                    | 56 (2.2)                                                                    | 57 (2.2)                                                                    | 46 (1.8)                                                                    | 46 (1.8)                                                                    | 47 (1.9)                                                                    | 618 (24.3)                                                                  |
| متوسط الأيام الممطرة | 8                                                                           | 7                                                                           | 9                                                                           | 13                                                                          | 14                                                                          | 15                                                                          | 14                                                                          | 11                                                                          | 14                                                                          | 12                                                                          | 12                                                                          | 9                                                                           | 138                                                                         |
| متوسط الأيام المثلجة | 17                                                                          | 17                                                                          | 10                                                                          | 2                                                                           | 0.2                                                                         | 0                                                                           | 0                                                                           | 0                                                                           | 0.03                                                                        | 2                                                                           | 9                                                                           | 16                                                                          | 73                                                                          |
| متوسط الرطوبة النسبية (%) | 82.7                                                                        | 80.1                                                                        | 74.0                                                                        | 64.3                                                                        | 62.0                                                                        | 67.5                                                                        | 68.3                                                                        | 66.9                                                                        | 73.5                                                                        | 77.4                                                                        | 84.6                                                                        | 85.6                                                                        | 73.9                                                                        |
| ساعات سطوع الشمس الشهرية | 42                                                                          | 64                                                                          | 112                                                                         | 162                                                                         | 257                                                                         | 273                                                                         | 287                                                                         | 252                                                                         | 189                                                                         | 123                                                                         | 51                                                                          | 31                                                                          | 1٬843                                                                       |
| متوسط مؤشر الأشعة فوق البنفسجية                                                                                               | 1                                                                           | 1                                                                           | 2                                                                           | 4                                                                           | 6                                                                           | 7                                                                           | 6                                                                           | 6                                                                           | 4                                                                           | 2                                                                           | 1                                                                           | 1                                                                           | 3                                                                           |
| المصدر #1: Pogoda.ru.net, Central Observatory for Geophysics (extremes), المنظمة العالمية للأرصاد الجوية (humidity 1981–2010) |                                                                             |                                                                             |                                                                             |                                                                             |                                                                             |                                                                             |                                                                             |                                                                             |                                                                             |                                                                             |                                                                             |                                                                             |                                                                             |
| المصدر #2: Danish Meteorological Institute (sun, 1931–1960) and Weather Atlas                                                 |                                                                             |                                                                             |                                                                             |                                                                             |                                                                             |                                                                             |                                                                             |                                                                             |                                                                             |                                                                             |                                                                             |                                                                             |                                                                             |

## الحكومة
بلدية مدينة كييف لديها وضع قانوني خاص في أوكرانيا مقارنة مع التقسيمات الإدارية الأخرى من البلاد. الفرق الأكثر أهمية هو أن المدينة تخضع مباشرة من قبل فروع الحكومة الأوكرانية، متجاهلة السلطات على الصعيد الإقليمي. المؤسسات البلدية لديها مستوى أعلى من الحكم الذاتي من أي مكان آخر في أوكرانيا.

### التقسيمات الفرعية
أول تقسيم رسمي لمدينة كييف يعود إلى عام 1810 عندما تم تقسيمها إلى 4 أجزاء: ستاروكيف وبيكيرسك والجزء الأول والثاني من بوديل. في 1833-1834 وفقًا للمرسوم القيصر نيكولاي الأول، تم تقسيمها كييف إلى 6 أقضية للشرطة؛ وفي وقت لاحق ارتفع العدد إلى 10. اعتبارًا من عام 1917، كان هناك 8 مجالس للأقضية (الدوما)، والتي تم تنظيمها من قبل البلاشفة في 6 أقضية.
خلال الحقبة السوفيتية، تم توسيع المدينة، وازداد عدد الأقضية تدريجيًا. ثم سميت الأحياء الجديدة التابعة للمدينة والمناطق الكبيرة أيضًا بأسماء بعض من شخصيات كبار السن من الشيوعيين البارزين وأعضاء الحزب الاشتراكي، بعد فترة معينة من الزمن، سقطت تلك الأسماء وتم استبدال أسماء أحياء كييف بما هو مناسب.
تم تقليص عدد الأقضية عام 2001 من 14 إلى 11.

### التقسيمات الرسمية
إداريًا، تنقسم المدينة إلى «أقضية» تمتلك كل منها حكومات منتخبة محليًا مع ولاية قضائية على نطاق محدود من الشؤون. في الوقت الحاضر، هناك 10 أقضية.
تشمل دوائر بلدية كييف:
| - قضاء هولوسيفسكي. - قضاء وبولونسكي. - قضاء بيكيرسكي. - قضاء بوديلسكي. - قضاء شيفشينكيفسكي. - قضاء سولوميانسكي. - قضاء سفياتوشينسكي. | - قضاء دارنيتسكي. - قضاء ديسنيانسكي. - قضاء دنيبروفسكي. |

## السكان

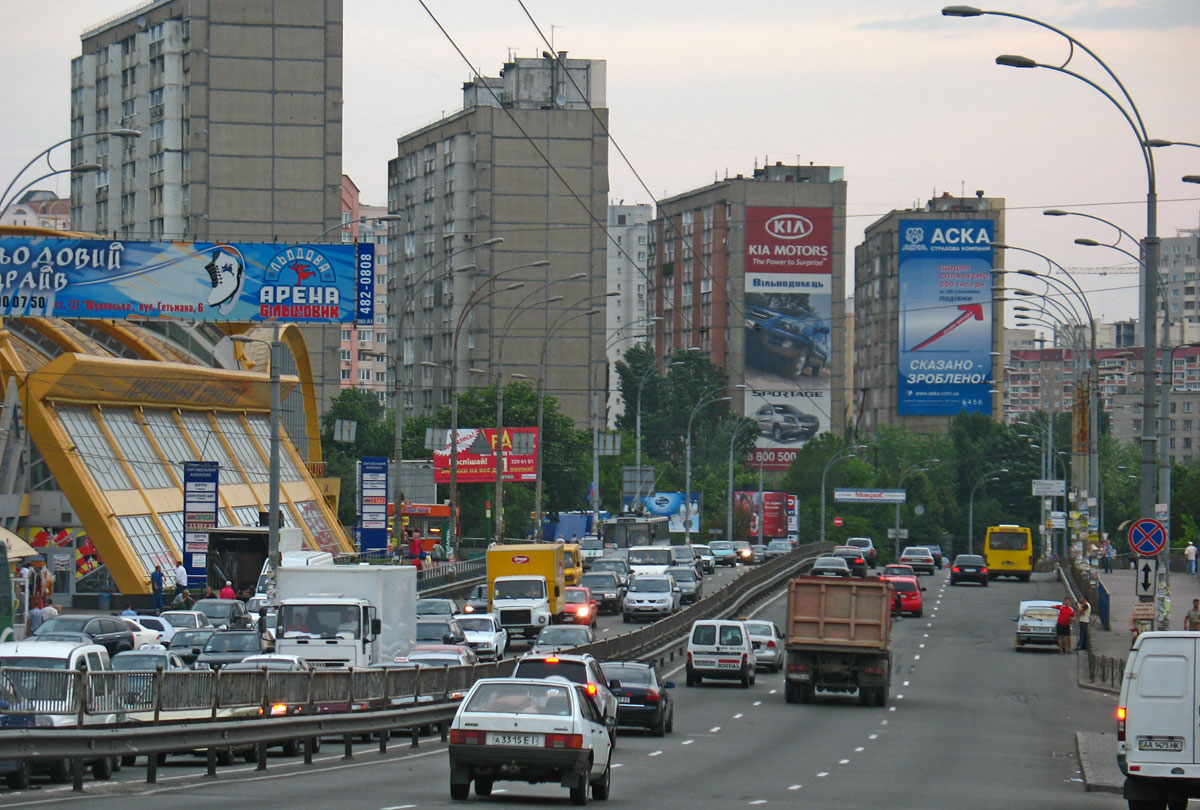
مثال نموذجي لإحدى الضواحي في مدينة كييف.

وفقًا للإحصائيات الأوكرانية لعام 2001، بلغ عدد سكان مدينة كييف 2,611,300.
وتظهر التتغيرات التاريخية في التعداد السكاني في الجدول الجانبي. ووفقًا للإحصائيات يبلغ عدد الذكور 1,219,000 نسمة، 46,7% وعدد الإناث 1,393,000 نسمة، 53,3%. مقارنة مع الإحصائيات عام 1989 تبين زيادة شيخوخة النساء المنتشرة في جميع أنحاء أوكرانيا، في حين في العاصمة كييف تعوض جزئيًا بفضل تدفق عدد من المهاجرين في سن العمل. وتبين الإحصائيات أيضًا، إلى وجود أكثر من 130 جنسية من مجموعات عرقية مختلفة تعيش داخل أراضي كييف.
يشكل الأوكرانيون أكبر مجموعة عرقية في كييف ويبلغ عددهم 2,110,800 نسمة أو 82.2٪ من مجموع سكان المدينة. الروس يشكلون 337,300 (13.1٪)، اليهود 17,900 (0.7٪)، البيلاروسيين 16500 (0.6٪) والبولنديين 6,900 (0.3٪)، الأرمن 4,900 (0.2٪)، الأذربيجانيين 2600 (0.1٪)، والتتار 2500 (0.1٪)، الجورجيون 2400 (0.1٪)، المولدوفيين 1900 (0.1٪). في عام 1926، بلغ عدد السكان اليهود في كييف 140,256، أو 27.3٪ من السكان آنذاك.
يتكلم السكان اللغة الأوكرانية والروسية، ولكن تستعمل اللغة الروسية بشكل أوسع في مركز المدينة. وفقًا لاستطلاعات عام 2006، تستخدم الأوكرانية في المنزل بنسبة 23٪ من سكان كييف، كما يستخدم 52٪ منهم اللغة الروسية و24٪ يستخدمون الإثنتين. البعض من السكان بحدود 1,069,700 أتموا الدراسات العليا أو الثانوي، بارتفاع بنسبة 21,7% منذ عام 1989. أحدث تقدير للبلدية يبين ان عدد سكان كييف يبلغ 2,7 مليون نسمة.

### جودة المعيشة
وفقًا للدراسات الاستقصائية من قبل ميرسير الدولية لجودة الحياة في المدن في مختلف أنحاء العالم، أتت مدينة كييف في المركز 161 في عام 2010 بينما احتلت بودابست المركز 73 (2010) وصوفيا المركز 114 (2010). ميرسر للاستشارات الموارد البشرية والقضايا السنوية للترتيب العالمي لمدن العالم الأكثر ملائمة للعيش والتي تستند في 39 من مفاتيح جودة الحياة. من بينها: الاستقرار السياسي وأنظمة صرف العملات والرقابة السياسية والاعلامية ونوعية التعليم والسكن والبيئة والسلامة العامة. تقوم ميرسير بجمع المعلومات في جميع أنحاء العالم في 215 مدينة.

## الاقتصاد

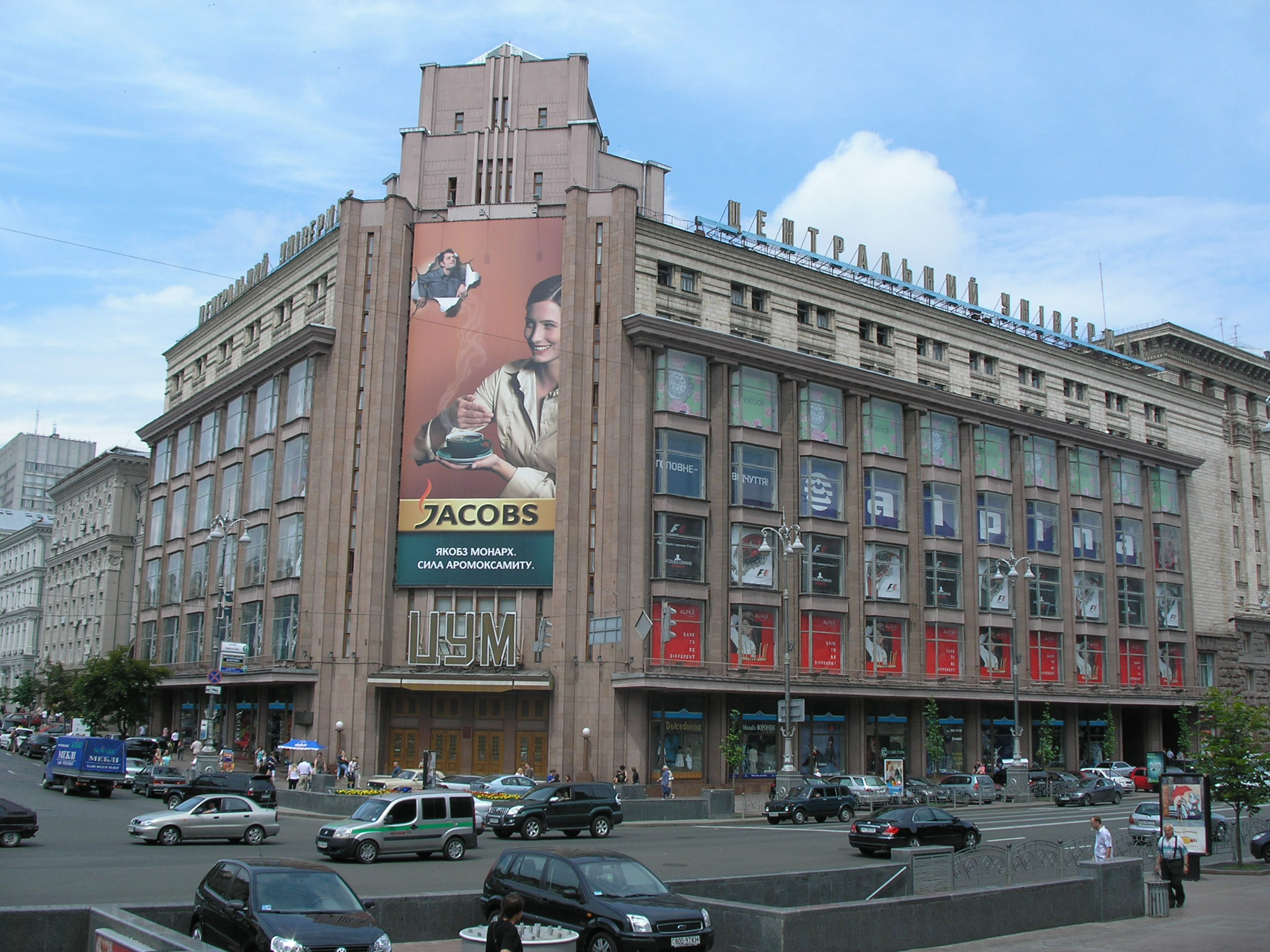
مجمع تجاري في منطقة "TsUM" في كييف.

تعتبر كييف المركز الرئيسي الإداري والثقافي والتعليمي في البلاد. وهي أكبر مدينة في أوكرانيا من حيث السكان والمساحة، وتتمتع بأعلى مستويات النشاط التجاري. اعتبارُا من 1 يناير 2010، كان هناك نحو 238,000 من الكيانات التجارية المسجلة في كييف.
تظهر الأرقام الرسمية أن ما بين 2004 و2008 أن اقتصاد كييف قد تجاوز باقي مناطق البلاد، وسجل ارتفاعًا بمعدل سنوي قدره 11.5٪. وفي أعقاب الأزمة المالية العالمية التي بدأت في عام 2007، عانى اقتصاد كييف لإنتكاسة حادة في عام 2009 مع إجمالي الإنتاج الإقليمي بنسبة 13,5% من القيمة الحقيقة. على الرغم من الارتفاع القياسي، إلا أن سجل تراجع في النشاط بنسبة 1,6% وبالتالي تعتبر أصغر من نسبة الدولة ككل.
المدينة تضم قاعدة اقتصادية كبيرة ومتنوعة ولا تعتمد على صناعة أو شركة واحدة، وكان معدل البطالة منخفض نسبيًا مقارنة مع السنوات السابقة - فقط 3.75٪ خلال 2005-2008  وفي الواقع، مع ارتفاع هذه النسبة إلى 7,1 في عام 2009، فإنه لا يزال أقل بكثير من المعدل الوطني البالغ 9.6٪.
في مايو 2011 قدمت السلطات خطط إستراتيجية للتنمية في 15 عامًا لجذب 82 مليار دولار أمريكي من الاستثمارات الأجنبية بحلول عام 2025 لتحديث النقل والبنية التحتية والمرافق وجعلها أكثر جذبًا للسياح.
تمتلك المدينة بنية تحتية جيدة حيث يوجد العديد من الفنادق من الدرجة الخامسة والرابعة والثالثة – الكثير من المطاعم والنوادي الليلية.

### الصناعة
الصناعات الأساسية في كييف تشمل الخدمات العامة - الكهرباء والغاز وإمدادات المياه (26% من مجموع الإنتاج الاقتصادي)، وصناعة المشروبات والمواد الغذائية ومنتجات التبغ (22٪)، كيميائية (17٪)، الهندسة الميكانيكية (13٪) وتصنيع الورق ومنتجاتها، بما في ذلك الطباعة والنشر ووسائل الإعلام (11٪). ويقع المقر الرئيسي لمعهد نقل النفط في كييف.

## النقل والمواصلات

### الطرق

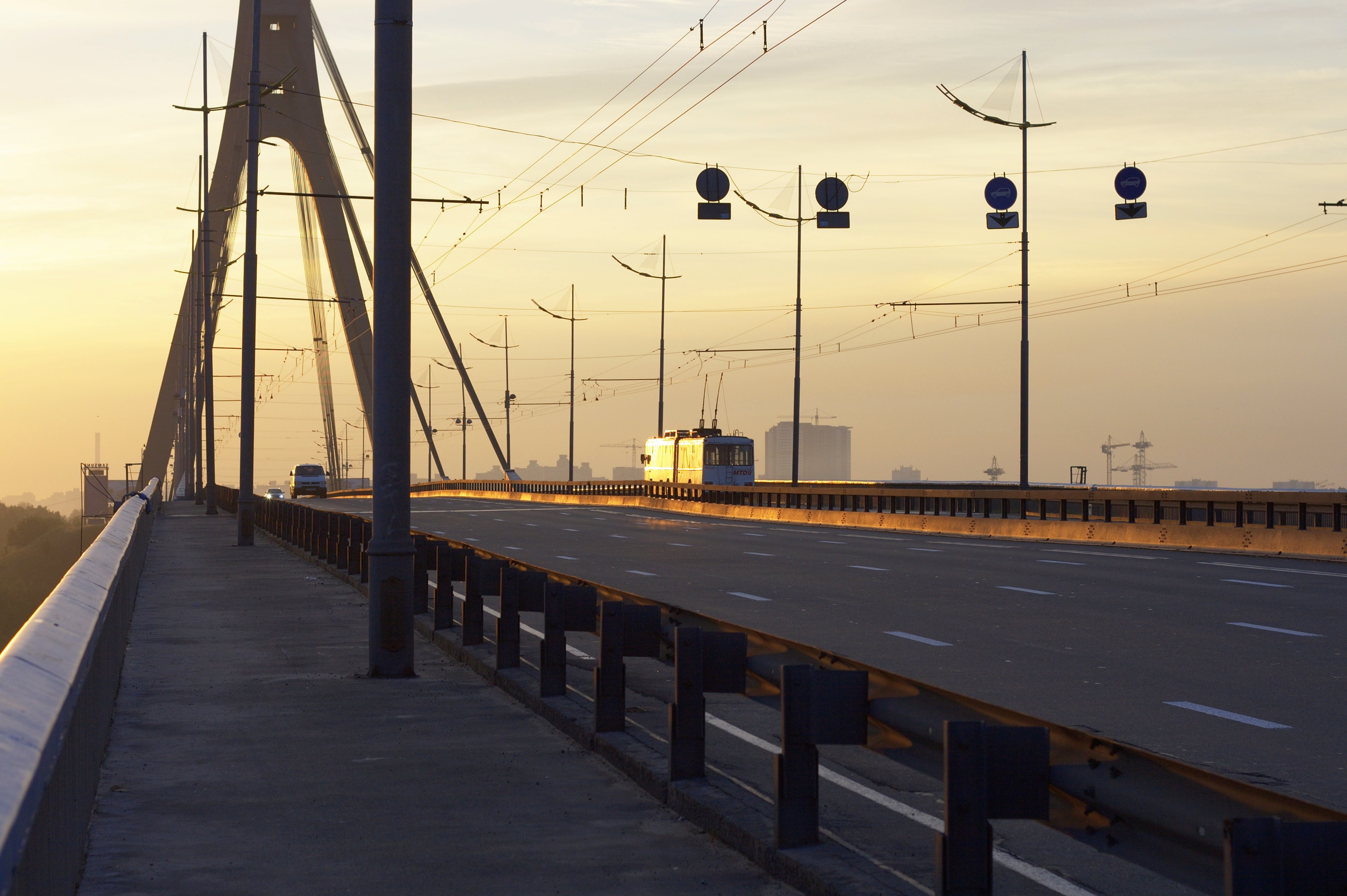
جسر موسكوفسكي.

حاليًا توجد خطط لبناء بشكل كامل، الطريق الدائري تماما ذات مستويين حول كييف. وهذا الطريق يعرف باسم (ККАД) «طريق حلقة سيارات كييف».
كما أن أعمال البناء في هذا المشروع لم تبدأ في عام 2011، على الرغم من أن وعد رئيس الوزراء ميكولا ازاروف لتخصيص مبالغ من ميزانية الدولة في المستقبل لتمويل بناء الطريق الدائري، تكلفة هذا المشروع قدرت في عام 2007، بحوالي 5-5,5 مليون دولار أمريكي. ومن المقرر أن تبدأ أعمال البناء في 2012.
الطرق في كييف في حالة فنية رديئة وكذلك صيانة الطرق. وفقًا لكيفافتودور (شركة البلدية للطرق)مضى على 80% من طرق كييف من 15 إلى 30 سنة من الاستعمال، وبالتالي تتجاوز الفترة القياسية (المتمثلة ب12 سنة) ب1,5-3 أضعاف.

### النقل الجوي
يصل ركاب الطائرات إلى كييف من خلال واحد من مطاران: مطار بوريسبيل الذي يقدم خدمات لمجموعة متعددة من خطوط الطيران العامية ومطار أصغر زهولياني بدوره يقدم رحلات داخلية أما تلك الخارجية فهي تقتصر على الدول المجاورة. محطة الركاب الدولي في مطار بوريسبيل صغيرة لكنها حديثها وتم توسيعها في عام 2006. هناك محطة منفصلة للرحلات الداخلية تبعد مسافة قريبة. الركاب الذاهبون من أوكرانيا إلى الدول الأخرى يسافرون من خلال بوريسبيل، ومطارات أخرى في أوكرانيا مثل دونيتسك وسيمفيروبول وأوديسا، التي توفر رحلات دولية محدودة للغاية. وهناك أيضا مطار غوستوميل للشحن الذي يقع في ضاحية هوستوميل شمال غرب كييف.
تعد كييف بارزة في عالم صناعة الطيران ومقر شركة انطونوف المصنعة للطائرات.

### السكك الحديدية
تعتبر السكك الحديدية الطريقة الرئيسية للنقل بين المدن. تمتلك المدينة بنية تحتية من السكك الحديدية متطورة، ومحطة للركاب للمسافات الطويلة و6 محطات للشحن ومستودعات ومرافق خاصة للتصليح. ومع ذلك، فإن هذا النظام لا يزال يفشل في تلبية طلبات خدمة الركاب. محطة سكك الحديد كييف للركاب هي محطة المدينة الوحيدة للمسافات الطويلة (فوكزال).
يجري حاليًا بناء خط سكة حديد لتحويل محطة دارنيتسيا الكبيرة في الضفة اليسرى من كييف لتحويلها إلى محطة لنقل الركاب للمسافات الطويلة، والتي قد تخفف من حركة المرور في المحطة المركزية. تعتبر الجسور على نهر الدنبير مشكلة للتطوير شبكة السكك الحديدية بالمدينة. في الوقت الحاضر، فقط واحد من اثنين من جسور السكك الحديدية يعتبر متاح لحركة القطارات المكثفة. يوجد حاليًا جسر مخصص للسكك الحديدية وللسيارات أيضًا، وهو جزء من مشروع دارنيتسيا.
في عام 2011 قامت إدارة كييف بتأسيس «القطار الحضري» لمدينة كييف. سيتم تشغيل هذه الخدمة على فترات زمنية قياسية 4-10 دقائق على مدار اليوم ويتبع مسار دائري حول وسط المدينة، وسيقدم خدمة للعديد من ضواحي كييف الداخلية.

## السياحة
منذ إدخال نظام التأشيرة الحرة بين الدول الأعضاء في الاتحاد الأوروبي وسويسرا في عام 2005، شهدت أوكرانيا زيادة مطردة في عدد السياح الاجانب الذين يزورون البلاد. قبل فترة الركود الأوكرانية 2008-2009 نما المتوسط السنوي في عدد الزيارات الخارجية في كييف بنسبة 23٪ خلال فترة ثلاث سنوات. في عام 2009، بلغ عدد السياح في فنادق كييف 1,6 مليون منهم 258,000 سائح أجنبي (16%).
تعرف كييف بانها مدينة خضراء وتمتلك حديقتان نباتية والعديد من الحدائق الصغيرة والكبيرة. يقدم متحف الحرب العالمية الثانية عروض للتاريخ العسكري والمعدات سواء في الداخل أو في الهواء الطلق المحاط بالتلال الخضراء المطلة على نهر دنيبر.
على مشارف المدينة الجنوبية، بالقرب من قرية بيروهيف التاريخية، يوجد متحف في الهواء الطلق ويسمى «متحف العمارة الشعبية والحياة من أوكرانيا» ويبلغ مساحته 1,5 كيلومتر مربع (1 ميل مربع). توجد في هذه الأرض منازل صغيرة ذات التصميمات العريقة من مختلف المناطق الريفية في أوكرانيا.
تمتلك كييف العديد من عوامل الجذب الترفيهي مثل ممرات البولينج ومسارات للسباقات وأماكن لكرة الطلاء وصالات البلياردو وميادين الرماية أيضًا. وفقًا للسي بي سي تمتلك حديقة كييف الحيوانية 2,600 حيوان من 328 من الأنواع المختلفة.

## الثقافة

### المتاحف
كييف هي موطن ل 40 من المتاحف المختلفة. في عام 2009 سجل ما مجموعة 4,3 مليون زائر.
متحف الحرب الوطنية العظمى: عبارة عن مجمع للنصب التذكاري في ذكرى الحرب الوطنية العظمى تقع في التلال على الضفة اليسرى من نهر دنيبر في بيكيرسك. وقد نقل المتحف مرتين قبل أن يستقر في الموقع الحالي، حيث تم افتتاحه في مراسم في 9 مايو 1981، يوم النصر، بعهد الزعيم السوفيتي ليونيد بريجنيف. في 21 يونيو 1996، تم اعتباره المتحف الوطني بموجب مرسوم خاص وقعه ليونيد كوتشما، رئيس أوكرانيا في ذلك الوقت. ويعد واحد من أكبر المتاحف في أوكرانيا وأكثر من 300,000 من المعروضات، وقد زار المتحف أكثر من 21 مليون زائر.

### الرياضة
كييف لديها العديد من أندية كرة القدم المحترفين والهواة، بما في ذلك دينامو كييف وارسنال كييف ونادي وبولون كييف الذي يلعب في الدوري الأوكراني الممتاز. من هولاء الثلاثة، كان دينامو كييف الأكثر نجاحًا على مدار تاريخها. على سبيل المثال، حتى انهيار الاتحاد السوفيتي عام 1991، فاز النادي 13 مرة في بطولة اتحاد الجمهوريات الاشتراكية السوفيتية، 9 مرات في كأس الاتحاد السوفيتي، و3 مرات في بطولة كأس السوبر لاتحاد الجمهوريات الاشتراكية السوفيتية، مما يجعل من دينامو النادي الأكثر نجاحًا في تاريخ الدوري السوفيتي الممتاز.

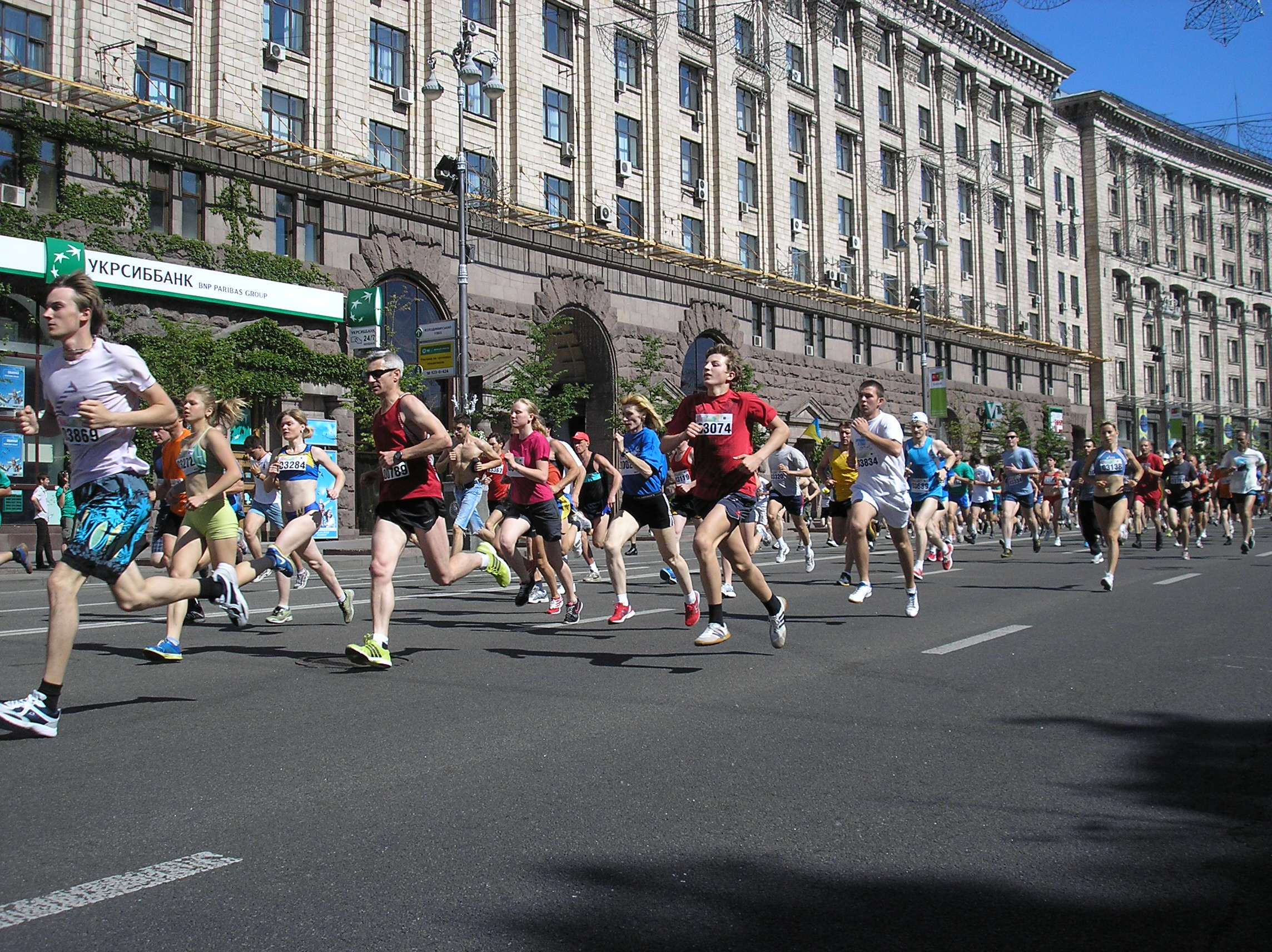
'الركض تحت الكستناء' حدث رياضي شعبي سنوي، يشارك به المثات كل عام لركض مسافة 5,5 كيلومتر.

خلال دورة الألعاب الأولمبية الصيفية 1980 التي عقدت في الاتحاد السوفيتي، استضافت كييف المباريات التمهيدية والدور الربع النهائي من مسابقة كرة القدم في ملعب أولمبيسكي الوطني، والذي تم بناءه خصيصًا لهذا الحدث. من 1 ديسمبر 2008 خضع الملعب لإعادة إعمار واسعة النطاق من أجل تلبية المعايير التي وضعها الاتحاد الأوروبي لكرة القدم لاستضافة كأس الأمم الأوروبية لكرة القدم 2012؛ حضر حفل الافتتاح الرئيس فيكتور يانوكوفيتش في 8 أكتوبر 2011. من الملاعب الرياضية البارزة أيضًا / المجمعات الرياضية في كييف التي تشمل ملعب دينامو لوبانوفسكي، قصر الرياضة وهي جزء من ضمن أشياء أخرى كثيرة.

### التعليم

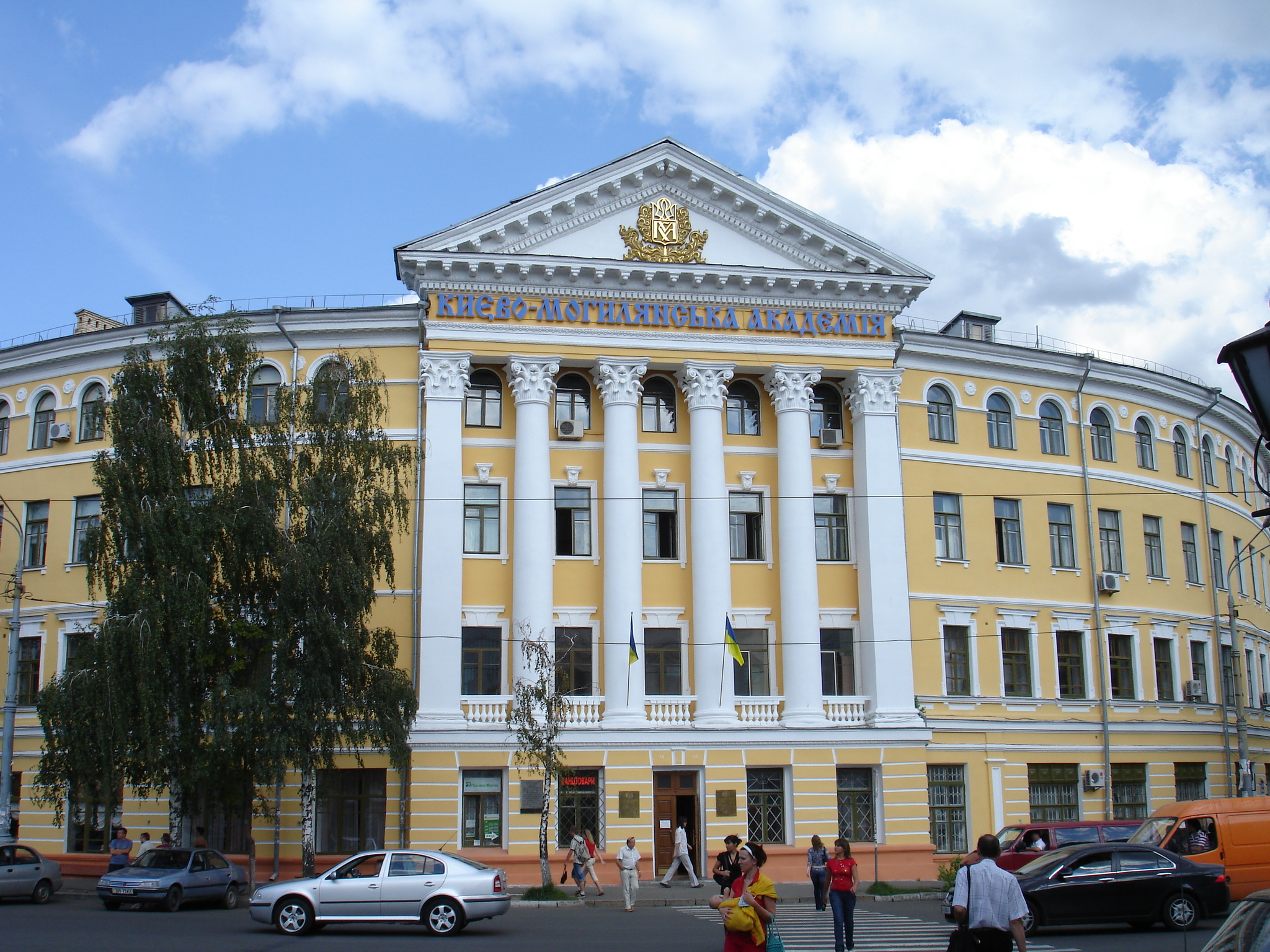
جامعة كييف-موهيلا الوطنية.

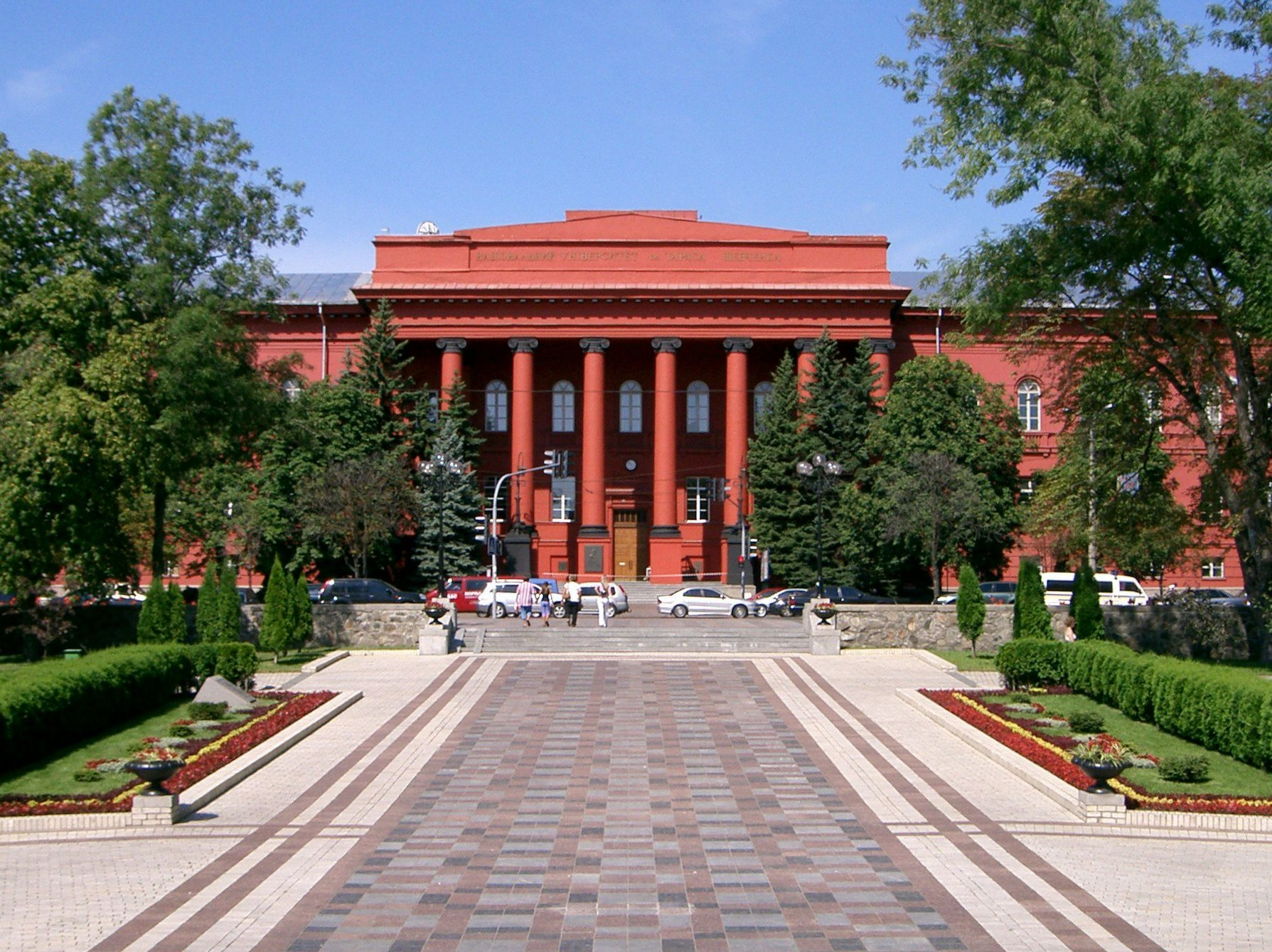
جامعة تاراس شيفشينكو الوطنية

يوجد في كييف العديد من الجامعات، من أهمها جامعة تاراس شيفشينكو الوطنية  التي تأسست عام 1834 ويبلغ عدد طلابها 20,000 والجامعة الوطنية التقنية «معهد كييف البوليتكنيك»  وجامعة كييف-موهيلا الوطنية. بلغ عدد مؤسسات التعليم العالي في كييف حوالي 200، ويسمح للشباب بمتابعة أي نوع من الدراسة. في حين أن التعليم لا يزال تقليديًا إلى حد كبير في يد الدولة وهناك العديد من المؤسسات الخاصة المعتمدة في المدينة.
يوجد في المدينة 530 مدرسة ثانوية عامة وحوالي 680 روضة. بالإضافة إلى ذلك، هناك مدارس مسائية للكبار ومدارس فنية متخصصة. ويجري البحث العلمي في العديد من معاهد التعليم العالي وفي العديد من معاهد البحوث التابعة لأكاديمية العلوم الأوكرانية  والعديد من الوزارات الصناعية الأوكرانية. ومن الملاحظ أيضًا أن كييف تقوم ببحوثات علمية في مجال الطب وعلوم الكمبيوتر.
هناك العديد من المكتبات في المدينة منها مكتبة فردانسكي التابعة لأكاديمية العلوم وهي واحدة من أكبر وأهم المكتبات. تأسست المكتبة في 2 أغسطس 1918 من قبل طريق بافلو سكوروبادسكي باسم «المكتبة الوطنية للدولة الأوكرانية» (Natcionalna biblioteka Ukrayinskoyi Derzhavy). تحتوي المكتبة على أكثر من 15 مليون من البنود. يشكل معظمها مجموعات كبيرة من كتاب القرن 18-19. أما المكتبة الوطنية البرلمانية في أوكرانيا قد تأسست 3 مارس 1866 خلال 140 عام على وجود المكتبة جمعت أكثر من 4 ملايين من البنود (التي بدأت باعتبارها مجموعة خاصة) وتحتوي عدد من الكتب النادرة والقيمة.

## مدن شقيقة
كييف متوأمة مع:
| - أنقرة، تركيا (منذ 1993) - أثينا، اليونان. - باكو، أذربيجان. - بكين، الصين (منذ 1993) - بلغراد، صربيا. - براتيسلافا، سلوفاكيا. - بروكسل، بلجيكا. - بودابست، هنغاريا. - شيكاغو، الولايات المتحدة الأمريكية. - كيشيناو، مولدوفا. - إدنبرة، المملكة المتحدة (منذ 1989) | - كراكوف، بولندا (منذ 1993) - كيوتو، اليابان. - لبسيا، ألمانيا (منذ 1961) - مينسك، بيلاروسيا - ميونخ، ألمانيا. - أودنسه، الدنمارك. - باريس، فرنسا. - بريتوريا، جنوب أفريقيا. - ريغا، لاتفيا. - ريو دي جنيرو، البرازيل. - روما، إيطاليا. - سانتياغو، تشيلي. | - صوفيا، بلغاريا. - ستوكهولم، السويد. - تالين، إستونيا. - تبليسي، جورجيا.(منذ 1999) - تيرانا، ألبانيا. - تورنتو، كندا. - تولوز، فرنسا. - فيينا، النمسا. - فيلنيوس، ليتوانيا. - وارسو، بولندا. - ووهان، الصين. - يريفان، أرمينيا. |